# Jonas Åkerlund

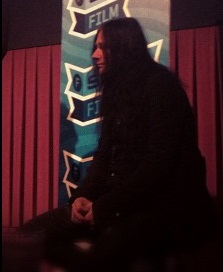
Jonas Åkerlund (2012)

Hans Uno Jonas Åkerlund (* 10. November 1965 in Stockholm) ist ein schwedischer Musikvideo- und Filmregisseur.

## Leben
Åkerlund war von 1983 bis 1984 Schlagzeuger der schwedischen Metal-Band Bathory. Anfangs drehte er vor allem Musikvideos für schwedische Bands. Mit dem skandalträchtigen Video Smack My Bitch Up für die britische Band The Prodigy im Jahr 1997 kam für ihn der internationale Durchbruch.
2002 erschien sein erster Spielfilm Spun. Außerdem führte er bei Werbespots großer Marken Regie, unter anderem für Hugo Boss, Sony, Dell, Volkswagen, Coca-Cola, Ikea und Adidas.
Heute zählen zahlreiche bekannte Musiker zu seinen Kunden, darunter U2, Metallica, Madonna, Lady Gaga, Beyoncé, Pink, The Rolling Stones, Paul McCartney, Robbie Williams, Coldplay, Ozzy Osbourne, Queens of the Stone Age und Pussy Riot.
2009 drehte Åkerlund auch das Video zum Lied Pussy der Gruppe Rammstein mit vielen schnellen Schnitten und digitalen Effekten, so dass es aussieht, als ob die Musiker wirklichen Sex hätten. Das Video wurde zensiert, unzensiert gibt es das Video nur auf Erotikseiten und diversen Videoportalen im Internet zu sehen. Insgesamt drehte Åkerlund vier Videos für die Berliner Band: Neben Pussy waren es 2007 Mann gegen Mann, 2009 Ich tu dir weh sowie 2011 Mein Land.
Im März 2017 veröffentlichte Åkerlund gemeinsam mit den Musikern den Konzertfilm  Rammstein: Paris. Auch dieser Film, dessen Rohmaterial bei zwei Konzerten und einer Generalprobe der Band im März 2012 im damaligen Palais Omnisports de Paris-Bercy entstand, zeichnet sich durch  schnelle harte Schnitte und skurrile Effekte aus. Am 26. Oktober 2017 wurde sein Film im Roundhouse im Londoner Stadtbezirk Camden in der Kategorie Best live concert mit dem UK Music Video Award 2017 prämiert. Dieser würdigt besonders kreative, innovative oder technisch hochwertige Musikfilm- und Musikvideoproduktionen.
Auch für einige weitere Musikvideos und Konzertfilme unterschiedlicher Künstler  erhielt er zahlreiche Preise, darunter mehrere Grammy Awards.
2018 verfilmte er mit Lords of Chaos die Geschehnisse in der norwegischen Black-Metal-Szene rund um die Bands Mayhem und Burzum  und rund um die Ermordung des Mayhem-Gitarristen Euronymous in den Neunzigerjahren.

## Stil
Dass einige seiner Musikvideos (u. a. „Smack My Bitch Up“) heftige Gewaltdarstellungen beinhalten, erklärt Åkerlund so: „Mir geht es immer darum, etwas möglichst stark auszudrücken, und wenn ich Gewalt zeigen möchte, mache ich es eben so gewalttätig, wie ich kann.“

## Diskografie
- 1984: Sacrifice und The Return of the Darkness and Evil auf Scandinavian Metal Attack

## Videos
| Erscheinungsjahr | Liedtitel                                          | Künstler                           |
| ---------------- | -------------------------------------------------- | ---------------------------------- |
| 1988             | Bewitched                                          | Candlemass                         |
| 1993             | Fingertips                                         | Roxette                            |
| 1994             | Run to You                                         | Roxette                            |
| 1995             | A la ronde                                         | Sinclair                           |
| 1995             | Vulnerable                                         | Roxette                            |
| 1995             | Pay for Me                                         | Whale                              |
| 1996             | June Afternoon                                     | Roxette                            |
| 1997             | I Want You to Know                                 | Per Gessle                         |
| 1997             | James Bond Theme                                   | Moby                               |
| 1997             | Smack My Bitch Up                                  | The Prodigy                        |
| 1998             | Ray of Light                                       | Madonna                            |
| 1998             | My Favourite Game                                  | The Cardigans                      |
| 1998             | Turn the Page                                      | Metallica                          |
| 1999             | Whiskey in the Jar                                 | Metallica                          |
| 1999             | Wish I Could Fly                                   | Roxette                            |
| 1999             | Canned Heat                                        | Jamiroquai                         |
| 1999             | Anyone                                             | Roxette                            |
| 1999             | Corruption                                         | Iggy Pop                           |
| 2000             | The Everlasting Gaze                               | The Smashing Pumpkins              |
| 2000             | Music                                              | Madonna                            |
| 2000             | Porcelain (Version 1)                              | Moby                               |
| 2000             | Try, Try, Try                                      | The Smashing Pumpkins              |
| 2000             | Beautiful Day (Version 1: Airport)                 | U2                                 |
| 2000             | Black Jesus                                        | Everlast                           |
| 2000             | Still (Version 2: White Hair)                      | Macy Gray                          |
| 2001             | Gets Me Through                                    | Ozzy Osbourne                      |
| 2001             | Walk On (Version 2)                                | U2                                 |
| 2001             | The Centre of the Heart (Is a Suburb to the Brain) | Roxette                            |
| 2002             | A Thing About You                                  | Roxette                            |
| 2002             | Lonely Road                                        | Paul McCartney                     |
| 2002             | Me Julie                                           | Ali G und Shaggy                   |
| 2002             | If I Could Fall in Love                            | Lenny Kravitz                      |
| 2002             | Beautiful                                          | Christina Aguilera                 |
| 2002             | Beautiful Day (Version 2: Eze)                     | U2                                 |
| 2003             | American Life                                      | Madonna                            |
| 2003             | Come Undone                                        | Robbie Williams                    |
| 2003             | Good Boys                                          | Blondie                            |
| 2003             | Fuel for Hatred                                    | Satyricon                          |
| 2003             | True Nature                                        | Jane’s Addiction                   |
| 2004             | I Miss You                                         | Blink-182                          |
| 2004             | Sexed Up                                           | Robbie Williams                    |
| 2005             | Mann gegen Mann                                    | Rammstein                          |
| 2006             | Jump                                               | Madonna                            |
| 2006             | Country Girl                                       | Primal Scream                      |
| 2006             | One Wish                                           | Roxette                            |
| 2007             | Wake Up Call                                       | Maroon 5                           |
| 2007             | Good God                                           | Anouk                              |
| 2008             | Undead                                             | Hollywood Undead                   |
| 2008             | No.5                                               | Hollywood Undead                   |
| 2009             | When Love Takes Over                               | David Guetta (feat. Kelly Rowland) |
| 2009             | Sober                                              | P!nk                               |
| 2009             | Paparazzi                                          | Lady Gaga                          |
| 2009             | We Are Golden                                      | Mika                               |
| 2009             | Pussy                                              | Rammstein                          |
| 2009             | Ich tu dir weh                                     | Rammstein                          |
| 2009             | Celebration                                        | Madonna                            |
| 2010             | Telephone                                          | Lady Gaga (feat. Beyoncé)          |
| 2010             | Let Me Hear You Scream                             | Ozzy Osbourne                      |
| 2010             | Who’s That Chick (Day&Night Version)               | Rihanna                            |
| 2011             | Hold It Against Me                                 | Britney Spears                     |
| 2011             | Moves Like Jagger                                  | Maroon 5                           |
| 2011             | Mein Land                                          | Rammstein                          |
| 2011             | Girl Panic                                         | Duran Duran                        |
| 2012             | Doom & Gloom                                       | The Rolling Stones                 |
| 2014             | Magic                                              | Coldplay                           |
| 2014             | Dangerous                                          | David Guetta                       |
| 2015             | Ghosttown                                          | Madonna                            |
| 2015             | Bitch I’m Madonna                                  | Madonna (feat. Nicki Minaj)        |
| 2016             | New Romantics                                      | Taylor Swift                       |
| 2016             | Óveður                                             | Sigur Rós                          |
| 2016             | ManUNkind                                          | Metallica                          |
| 2017             | John Wayne                                         | Lady Gaga                          |
| 2017             | Praying                                            | Kesha                              |

## Filmografie
- 2000: Try (Kurzfilm, erhältlich auf der DVD The Smashing Pumpkins: 1991–2000 - Greatest Hits Video Collection)
- 2002: Spun
- 2005: I’m Going to Tell You a Secret (Madonna Tour-Dokumentation)
- 2006: The Confessions Tour (Video von Madonnas gleichnamiger Tour)
- 2009: Horsemen
- 2012: Small Apartments
- 2017: Rammstein: Paris (Zusammenschnitt aus zwei Rammstein-Konzerten in Paris im März 2012)[9]
- 2018: Lords of Chaos
- 2019: Polar